# 张叔夜
張叔夜（1065年—1127年6月27日），字嵇仲，信州永丰县（今江西省上饶市广丰县）人，北宋名将。宋徽宗大观年中赐进士出身，曾任右司员外郎、礼部侍郎、龙图阁直学士。曾镇压宋江起事。靖康之难中率军守汴梁城，失败后随宋钦宗被金国掳走，途中自缢而死。

## 生平

### 少戍边疆，出使辽国
张叔夜出生于官宦世家，祖父张耆官拜侍郎。张叔夜少时就喜谈军事。长大后以祖荫入仕任兰州录事参军。兰州地处当时宋朝边境，依恃黄河天堑为固，每年冬天黄河结冰时，都要处于戒备状态，以防羌人入侵。张叔夜认为长此以往，不是办法，于是亲自过河勘察，发现有一个叫天都的地方，是五路之间的要冲，羌人每次入侵，都先要在此地集结。张叔夜根据附近地势，夺得天都，在天都建了一座叫做西安州的可戍守的城池，从此兰州再也没有羌患。
此后张叔夜担任过襄城、陈留知县，以及舒、海、泰三州知州。宋徽宗大觀年间中为库部员外郎、开封府少尹。不久后又赐进士出身，迁右司员外郎。张叔夜曾出使辽国，与辽人比射箭，首先命中目标。辽人惊诧，想查看他所引的弓。张叔夜以无前例为由拒绝。出使归来后，张叔夜画出辽国的山川、城郭、服器、仪范等资料，上呈宋徽宗。

### 二落二起，剿灭宋江
大观三年，张叔夜的弟弟张克公曾弹劾蔡京，使得蔡京被迫下台，蔡京因而与张氏结仇，并迁怒于张叔夜，暗中搜集张叔夜的过错，将张叔夜贬为西安草场监司。数年后，张叔夜被召回京师当秘书少监，后又升至中书舍人、给事中。当时的官吏因為怠惰，所以门下省出的命令都是預先簽署職銜與姓名，之後遇事才填寫具體內容，称为「空黄」。张叔夜极力改革这种弊端，得以升任礼部侍郎。因升迁太快，又见忌于蔡京，以徽猷阁待制身份再次到海州任知州。
宣和元年（1119年），山东爆发宋江农民起义，起义军转战十郡，官军“莫敢攖其锋”，声势浩大。宣和三年（1121年）二月，宋江率军转战至海州，夺取了官军巨舰十数艘。张叔夜探知宋江带着十余船金银珠宝，准备攻打海州城，便招募了近千名死忠之士，在城郊设下埋伏，又派兵轻装前去海边，引诱宋江军出来交战。同时，张叔夜又吩咐士兵潜匿在海边，等到宋江军上岸与诱兵对战时，突然放火焚烧宋江的船队。宋江军队的士兵看到船只被烧，立刻没了斗志，这时张叔夜的伏兵杀出，宋江军大败，副帅被擒，宋江只好投降。后斩宋江于白虎山下，张叔夜也因此被奖为徽猷阁直学士，改任济南府（今山东济南）知府。当时有山东群盗突然来袭，张叔夜自忖兵力无法对敌，对下属说：“如果束手不理而等待援兵的话，老百姓遭受的苦难就大了，应当用计谋缓住他们，拖得几日后，就有办法对付了。”于是拿出旧的强盗赦令，传到郡里。强盗听闻之后，果然开始松懈下来。张叔夜还邀人在谯门（建有瞭望楼的城门）宴饮，以示闲暇，并派遣官吏向强盗宣示赦令。强盗见状迟疑不决，久久没有决定。一天夜里，张叔夜发兵五千，乘强盗懈怠之时发起进攻，强盗溃败，四处逃窜。张叔夜乘势引兵追击，斩首数千。张叔夜因此擢升龙图阁直学士，派任青州府知府。

### 靖康之难，浴血抗金
靖康改元后，金兵南下，张叔夜两次向朝廷请求拨给他骑兵，以便与其它将领合力截断金兵回路，但没有回音。之后迁到邓州任知府。当时建三京及邓州为都总管府，分总四道。四道置帅后，张叔夜领南道都总管。十月，金兵统帅宗翰、宗望再次进攻汴京。这时由于宰相唐恪、耿南仲已遣使与金国讲和，又严禁将帅领兵进京，因此各路将领都不发兵援助，金军因此得以长驱直入，兵临汴京。宋钦宗亲笔写手札招张叔夜入京护卫。张叔夜立即组兵三万人，令儿子伯奋率领前军，仲熊率领后军，自己亲自统帅中军，第二天就上路。
十一月来到京城，宋钦宗登城门检阅，见军容整齐。招张叔夜进城后，张叔夜向宋钦宗建议说由于金兵锋芒正锐，希望避走襄阳以待时机。宋钦宗同意，并加封张叔夜为延康殿学士，不久后又封为资政殿学士。张叔夜与金兵大战四日，斩对方金环贵将二人。宋钦宗遣使者到各道宣告褒奖张叔夜之事，并罢免主和的唐恪和耿南仲，而改命主战的何、孙傅为相，但仍然没有将领前来援助。
何、孙傅登上相位之后，马上任用方士郭京为帅。郭京自称会佛教密宗毘沙門天法與道教的六丁六甲法，可以调遣阴兵，只是需要七千七百七十七个生辰符合六甲的人。有人认为应当先试用一下郭京的六甲法再重用他，被孙傅严词驳斥。对战当日，郭京发兵出城，自己和张叔夜坐在城楼上观看，命令其他人一概下楼，不准窥看。金兵一攻上来，郭京军马上溃败。郭京急忙对张叔夜说：“需要亲自下楼作法。”于是领着亲信下楼向南逃遁而去。金兵涌入城中，张叔夜只得力战，最终不敌，京城陷落。

### 被俘北上，自缢死节
靖康二年（1127年）三月，金人議立異姓，以张邦昌为帝，孫傅、張叔夜及秦檜等人拒絕在勸進書上署名。张叔夜对孙傅说： “今日之事，有死而已。”向宗翰、宗望写信，请求立宋欽宗太子趙諶为帝，「以順民望」。宗翰、宗望大怒，而张叔夜仍旧抗争如故，于是和拒絕勸進的人一起被勒令举家北迁，隨徽欽二帝同行。北迁途中，张叔夜绝食抗议，只间中饮汤水。五月十五日，车队过白沟，有人对张叔夜说，已经过了界河了（白沟是北宋和金国旧时的国界）。张叔夜骤然坐起，仰天大呼，便不再言语。第二天自缢而死，终年六十三岁。与他同行的儿子可能只有张仲熊一人，仲熊在叔夜死后随行祭祀。后来张仲熊很可能滞留在金。
南宋绍兴八年（1138年），宋金议和，张叔夜父子的遗骸得以回归故国。船行到鄱阳湖时，遇到大风，船无法前进，只得将三人的遗骸葬于湖畔。其衣冠归葬永丰灵鹫寺。

## 文学作品
在明代小说《水浒传》中，张叔夜是济州太守，主张安抚招降宋江等梁山好汉，并最终成功招降。清初钱彩的小说《说岳全传》中，张叔夜是河间府节度使，两个儿子则名为张立和张用。在兀术领兵攻河间府时，张叔夜诈降金兵，以保全河间府，随后被封为鲁王。后来徽宗、钦宗被囚后押往金国时，张叔夜前往拜见，陈述诈降之事后拔剑自刎而死。张立和张用在父亲诈降前出城迎战金兵，相互失散，后来都归顺岳飞。
清代小说《荡寇志》是俞万春所作的一部站在反梁山立场上的《水浒传》续书，作者自称是为了“阐述水浒传真义”。卷首便说：“当年宋江，并没有受招安、平方腊的话，只有被张叔夜擒拿正法一句话”，书中的张叔夜形象也力图接近正史上的描述。书中称张叔夜是“雷声普化天尊座下大弟子神威荡魔真君托世”，“八尺身材，貌若天神，博览群书，深通兵法，猿臂善射”。历任舒州、海州、泰州知州，升到右司员外郎。以后得罪蔡京，被贬海州的事情也基本一样。后来张叔夜在陈希真、陈丽卿父女和云天彪、刘慧娘等人的辅佐下尽灭梁山好汉，被朝廷封为燕国公。

## 深入阅读
- 脱脱，《宋史》，卷三五三，列传第一百一十二 张叔夜传
- 毕沅，《续资治通鉴》，卷九十七，宋纪九十七
- 俞万春，《荡寇志》，人民文学出版社，1985年。
- 确庵、耐庵，《靖康稗史》卷六，呻吟语。
- 李心传，《建炎以来系年要录》卷五